# FK Soči
Futbolnyj klub Soči (rusky Футбольный клуб «Сочи») je ruský fotbalový klub z města Soči, v sezóně 2014/15 hrající ruskou Vtoroj Divizion. Klub byl založen v roce 2013 jako nástupce zaniklého FK Žemčužina-Soči.

## Umístění v jednotlivých sezonách
| Sezóny  | Liga                            | Úroveň | Z | V | R | P | VG | OG | +/- | B  | Pozice |
| ------- | ------------------------------- | ------ | - | - | - | - | -- | -- | --- | -- | ------ |
| 2013    | Tretij Divizion – sk. JUFO/SKFO | 4      | 8 | 4 | 3 | 1 | 15 | 7  | +8  | 15 | 1.     |
| 2014/15 | Vtoroj Divizion – sk. Jug       | 3      |   |   |   |   |    |    |     |    |        |